# Chris Stapleton/Diskografie
Diese Diskografie ist eine Übersicht über die musikalischen Werke des US-amerikanischen Countrysängers, Gitarristen und Songwriters Chris Stapleton. Den Schallplattenauszeichnungen zufolge hat er bisher mehr als 97,2 Millionen Tonträger verkauft, davon alleine in seiner Heimat über 88 Millionen. Seine erfolgreichste Veröffentlichung ist die Single Tennessee Whiskey mit über 19,4 Millionen verkauften Einheiten.

## Alben

### Studioalben
| Jahr | Titel Musiklabel                              | Höchstplatzierung, Gesamtwochen, AuszeichnungChartplatzierungen (Jahr, Titel, Musiklabel, Platzierungen, Wochen, Auszeichnungen, Anmerkungen) | Höchstplatzierung, Gesamtwochen, AuszeichnungChartplatzierungen (Jahr, Titel, Musiklabel, Platzierungen, Wochen, Auszeichnungen, Anmerkungen) | Höchstplatzierung, Gesamtwochen, AuszeichnungChartplatzierungen (Jahr, Titel, Musiklabel, Platzierungen, Wochen, Auszeichnungen, Anmerkungen) | Höchstplatzierung, Gesamtwochen, AuszeichnungChartplatzierungen (Jahr, Titel, Musiklabel, Platzierungen, Wochen, Auszeichnungen, Anmerkungen) | Höchstplatzierung, Gesamtwochen, AuszeichnungChartplatzierungen (Jahr, Titel, Musiklabel, Platzierungen, Wochen, Auszeichnungen, Anmerkungen) | Höchstplatzierung, Gesamtwochen, AuszeichnungChartplatzierungen (Jahr, Titel, Musiklabel, Platzierungen, Wochen, Auszeichnungen, Anmerkungen) | Anmerkungen                                              |
| Jahr | Titel Musiklabel                              | DE | AT | CH | UK | US | Country | Anmerkungen                                              |
| ---- | --------------------------------------------- | --- | --- | --- | --- | --- | --- | -------------------------------------------------------- |
| 2015 | Traveller Mercury Records (UMG)               | DE53 (3 Wo.)DE | — | CH— GoldCH | UK67 Gold · (1 Wo.)UK | US1 ×7Siebenfachplatin · (… Wo.)US | Country1 (… Wo.)Country | Erstveröffentlichung: 4. Mai 2015 Grammy (Country)       |
| 2017 | From A Room: Volume 1 Mercury Records (UMG)   | — | — | CH29 (1 Wo.)CH | UK22 (1 Wo.)UK | US2 ×2Doppelplatin · (100 Wo.)US | Country1 (142 Wo.)Country | Erstveröffentlichung: 5. Mai 2017 Grammy (Country)       |
| 2017 | From A Room: Volume 2 Mercury Nashville (UMG) | — | — | CH62 (1 Wo.)CH | UK89 (1 Wo.)UK | US2 Platin · (45 Wo.)US | Country1 (77 Wo.)Country | Erstveröffentlichung: 1. Dezember 2017                   |
| 2020 | Starting Over Mercury Nashville (UMG)         | DE61 (1 Wo.)DE | — | CH16 (2 Wo.)CH | UK31 Silber · (1 Wo.)UK | US3 ×2Doppelplatin · (213 Wo.)US | Country1 (… Wo.)Country | Erstveröffentlichung: 13. November 2020 Grammy (Country) |
| 2023 | Higher Mercury Nashville (UMG)                | DE25 (1 Wo.)DE | AT29 (1 Wo.)AT | CH15 (2 Wo.)CH | UK22 (1 Wo.)UK | US3 Gold · (… Wo.)US | Country1 (… Wo.)Country | Erstveröffentlichung: 10. November 2023                  |

## Singles

### Als Leadmusiker
| Jahr | Titel Album                                     | Höchstplatzierung, Gesamtwochen, AuszeichnungChartplatzierungen (Jahr, Titel, Album, Platzierungen, Wochen, Auszeichnungen, Anmerkungen) | Höchstplatzierung, Gesamtwochen, AuszeichnungChartplatzierungen (Jahr, Titel, Album, Platzierungen, Wochen, Auszeichnungen, Anmerkungen) | Höchstplatzierung, Gesamtwochen, AuszeichnungChartplatzierungen (Jahr, Titel, Album, Platzierungen, Wochen, Auszeichnungen, Anmerkungen) | Höchstplatzierung, Gesamtwochen, AuszeichnungChartplatzierungen (Jahr, Titel, Album, Platzierungen, Wochen, Auszeichnungen, Anmerkungen) | Höchstplatzierung, Gesamtwochen, AuszeichnungChartplatzierungen (Jahr, Titel, Album, Platzierungen, Wochen, Auszeichnungen, Anmerkungen) | Höchstplatzierung, Gesamtwochen, AuszeichnungChartplatzierungen (Jahr, Titel, Album, Platzierungen, Wochen, Auszeichnungen, Anmerkungen) | Anmerkungen |
| Jahr | Titel Album                                     | DE | AT | CH | UK | US | Country | Anmerkungen |
| --- | ----------------------------------------------- | --- | --- | --- | --- | --- | --- | --- |
| 2013 | What Are You Listening To? –                    | — | — | — | — | US— PlatinUS | — | Erstveröffentlichung: 2013 |
| 2015 | Traveller                                       | — | — | — | — | US87 ×3Dreifachplatin · (1 Wo.)US | Country17 (19 Wo.)Country | Erstveröffentlichung: 27. April 2015 Autor: C. Stapleton Grammy (Country)                                                                                     |
| 2015 | Tennessee Whiskey Traveller                     | — | — | — | UK— ×2DoppelplatinUK | US20 ×7Diamant + Siebenfachplatin · (6 Wo.)US                                                                                            | Country1 (27 Wo.)Country | Erstveröffentlichung: 4. November 2015 Autoren: D. Dillon, Linda Hargrove                                                                                     |
| 2015 | Nobody to Blame Traveller                       | — | — | — | — | US68 ×2Doppelplatin · (15 Wo.)US | Country13 (25 Wo.)Country | Erstveröffentlichung: 9. November 2015 Autoren: C. Stapleton, B. Bales, R. Bowman                                                                             |
| 2016 | Parachute Traveller                             | — | — | — | UK— SilberUK | US78 ×3Dreifachplatin · (5 Wo.)US | Country12 (40 Wo.)Country | Erstveröffentlichung: 2. Mai 2016 Autoren: C. Stapleton, J. Beavers                                                                                           |
| 2017 | Either Way From A Room: Volume 1                | — | — | — | — | US89 Platin · (2 Wo.)US | Country17 (11 Wo.)Country | Erstveröffentlichung: 5. Mai 2017 Autoren: C. Stapleton, Tim James, K. Marvel Grammy (Country)                                                                |
| 2019 | Blow No.6 Collaborations Project                | DE93 (2 Wo.)DE | — | — | UK— SilberUK | US60 (2 Wo.)US | — | Erstveröffentlichung: 5. Juli 2019 Autoren: E. Sheeran, C. Brown, C. Stapleton, G. McKee, B. Mars, F. Rogers, JT Cure, B. McNamee mit Ed Sheeran & Bruno Mars |
| 2020 | Starting Over                                   | — | — | — | UK— SilberUK | US25 ×5Fünffachplatin · (34 Wo.)US | Country1 (37 Wo.)Country | Erstveröffentlichung: 27. August 2020 Autoren: C. Stapleton, M. Henderson                                                                                     |
| 2020 | Cold Starting Over                              | — | — | — | — | US— PlatinUS | Country22 (20 Wo.)Country | Erstveröffentlichung: 25. September 2020 Autoren: C. Stapleton, D. Cobb Jr., JT Cure, M. Mixon Grammy (Country)                                               |
| 2021 | You Should Probably Leave Starting Over         | — | — | — | UK— GoldUK | US28 ×6Sechsfachplatin · (36 Wo.)US | Country1 (50 Wo.)Country | Erstveröffentlichung: 20. September 2021 Autoren: C. Stapleton, A. Gorley, C. Dubois Grammy (Country)                                                         |
| 2022 | Joy of My Life Starting Over                    | — | — | — | — | US— PlatinUS | Country27 (48 Wo.)Country | Erstveröffentlichung: 24. Februar 2022 Autor/Original: J. Fogerty                                                                                             |
| 2023 | White Horse Higher                              | — | — | — | UK— SilberUK | US12 ×2Doppelplatin · (29 Wo.)US | Country5 (29 Wo.)Country | Erstveröffentlichung: 21. Juli 2023 Grammy (Country) |
| 2023 | Think I’m in Love with You Higher               | — | — | — | UK— SilberUK | US49 ×2Doppelplatin · (40 Wo.)US | Country12 (64 Wo.)Country | Erstveröffentlichung: 8. September 2023 |
| 2023 | It Takes a Woman Higher                         | — | — | — | — | — | Country34 (2 Wo.)Country | Erstveröffentlichung: 13. Oktober 2023 Grammy (Country) |
| 2025 | A Song to Sing –                                | — | — | — | — | — | Country30 (1 Wo.)Country | Erstveröffentlichung: 11. Juli 2025 mit Miranda Lambert |
| Folgende Lieder erschienen nicht als Single, wurden aber durch das Album zum Download und Streaming bereitgestellt und konnten somit eine Platzierung erlangen: |                                                 | | | | | | | |
| |                                                 | | | | | | | |
| 2015 | Whiskey and You Traveller                       | — | — | — | — | US— PlatinUS | Country35 (12 Wo.)Country | Autoren: C. Stapleton, L. T. Miller |
| 2015 | Fire Away Traveller                             | — | — | — | — | US— ×5FünffachplatinUS | Country25 (20 Wo.)Country | Autoren: C. Stapleton, D. Green |
| 2015 | Outlaw State of Mind Traveller                  | — | — | — | — | US— PlatinUS | Country45 (1 Wo.)Country | aus dem Soundtrack des Films Hell or High Water Autor: C. Stapleton                                                                                           |
| 2015 | Might as Well Get Stoned Traveller              | — | — | — | — | US— PlatinUS | Country44 (1 Wo.)Country | Autoren: C. Stapleton, J. Steward |
| 2017 | I Was Wrong From A Room: Volume 1               | — | — | — | — | US— PlatinUS | Country41 (2 Wo.)Country | Autoren: C. Stapleton, C. Wiseman |
| 2017 | Midnight Train to Memphis From A Room: Volume 2 | — | — | — | — | US— GoldUS | Country43 (1 Wo.)Country | Autoren: C. Stapleton, M. Henderson |
| 2020 | Devil Always Made Me Think Twice Starting Over  | — | — | — | — | US— GoldUS | Country46 (1 Wo.)Country | Autoren: C. Stapleton, A. Anderson |
| 2020 | Maggie’s Song Starting Over                     | — | — | — | — | US— GoldUS | Country50 (1 Wo.)Country | Autor: C. Stapleton |
| 2023 | What Am I Gonna Do Higher                       | — | — | — | — | — | Country30 (1 Wo.)Country | Autor: C. Stapleton, M. Lambert |

### Als Gastmusiker
| Jahr | Titel Album                                        | Höchstplatzierung, Gesamtwochen, AuszeichnungChartplatzierungen (Jahr, Titel, Album, Platzierungen, Wochen, Auszeichnungen, Anmerkungen) | Höchstplatzierung, Gesamtwochen, AuszeichnungChartplatzierungen (Jahr, Titel, Album, Platzierungen, Wochen, Auszeichnungen, Anmerkungen) | Höchstplatzierung, Gesamtwochen, AuszeichnungChartplatzierungen (Jahr, Titel, Album, Platzierungen, Wochen, Auszeichnungen, Anmerkungen) | Höchstplatzierung, Gesamtwochen, AuszeichnungChartplatzierungen (Jahr, Titel, Album, Platzierungen, Wochen, Auszeichnungen, Anmerkungen) | Höchstplatzierung, Gesamtwochen, AuszeichnungChartplatzierungen (Jahr, Titel, Album, Platzierungen, Wochen, Auszeichnungen, Anmerkungen) | Höchstplatzierung, Gesamtwochen, AuszeichnungChartplatzierungen (Jahr, Titel, Album, Platzierungen, Wochen, Auszeichnungen, Anmerkungen) | Anmerkungen                                                                   |
| Jahr | Titel Album                                        | DE | AT | CH | UK | US | Country | Anmerkungen                                                                   |
| --- | -------------------------------------------------- | --- | --- | --- | --- | --- | --- | ----------------------------------------------------------------------------- |
| 2018 | Say Something Man of the Woods                     | DE9 Gold · (20 Wo.)DE | AT9 (20 Wo.)AT | CH6 Platin · (26 Wo.)CH | UK9 Platin · (19 Wo.)UK | US9 ×3Dreifachplatin · (16 Wo.)US | — | Erstveröffentlichung: 25. Januar 2018 Justin Timberlake feat. Chris Stapleton |
| 2019 | Love Me Anyway Hurts 2B Human                      | — | — | — | — | US96 (1 Wo.)US | — | Erstveröffentlichung: 17. September 2019 Pink feat. Chris Stapleton           |
| 2023 | We Don’t Fight Anymore –                           | — | — | — | — | US67 Platin · (12 Wo.)US | Country19 (45 Wo.)Country | Erstveröffentlichung: 16. Juni 2023 Carly Pearce feat. Chris Stapleton        |
| 2024 | Oh Well Orgy of the Damned                         | — | — | — | — | — | — | Erstveröffentlichung: 12. April 2024 Slash feat. Chris Stapleton              |
| Folgende Lieder erschienen nicht als Single, wurden aber durch das Album zum Download und Streaming bereitgestellt und konnten somit eine Platzierung erlangen: |                                                    | | | | | | |                                                                               |
| |                                                    | | | | | | |                                                                               |
| 2021 | Only Thing That’s Gone Dangerous: The Double Album | — | — | — | — | US90 Platin · (1 Wo.)US | Country32 (4 Wo.)Country | Morgan Wallen feat. Chris Stapleton                                           |
| 2021 | I Bet You Think About Me Red (Taylor’s Version)    | — | — | — | — | US22 (2 Wo.)US | Country3 (20 Wo.)Country | Taylor Swift feat. Chris Stapleton                                            |
| 2024 | California Sober F-1 Trillion                      | — | — | — | — | US34 (3 Wo.)US | Country14 (4 Wo.)Country | Post Malone feat. Chris Stapleton                                             |

## Promoveröffentlichungen
Promo-Singles

| Jahr | Titel Album                                                         | Höchstplatzierung, Gesamtwochen, AuszeichnungChartplatzierungen (Jahr, Titel, Album, Platzierungen, Wochen, Auszeichnungen, Anmerkungen) | Höchstplatzierung, Gesamtwochen, AuszeichnungChartplatzierungen (Jahr, Titel, Album, Platzierungen, Wochen, Auszeichnungen, Anmerkungen) | Höchstplatzierung, Gesamtwochen, AuszeichnungChartplatzierungen (Jahr, Titel, Album, Platzierungen, Wochen, Auszeichnungen, Anmerkungen) | Höchstplatzierung, Gesamtwochen, AuszeichnungChartplatzierungen (Jahr, Titel, Album, Platzierungen, Wochen, Auszeichnungen, Anmerkungen) | Höchstplatzierung, Gesamtwochen, AuszeichnungChartplatzierungen (Jahr, Titel, Album, Platzierungen, Wochen, Auszeichnungen, Anmerkungen) | Höchstplatzierung, Gesamtwochen, AuszeichnungChartplatzierungen (Jahr, Titel, Album, Platzierungen, Wochen, Auszeichnungen, Anmerkungen) | Anmerkungen                                                                                    |
| Jahr | Titel Album                                                         | DE | AT | CH | UK | US | Country | Anmerkungen                                                                                    |
| ---- | ------------------------------------------------------------------- | --- | --- | --- | --- | --- | --- | ---------------------------------------------------------------------------------------------- |
| 2017 | Broken Halos From A Room: Volume 1                                  | — | — | — | UK— SilberUK | US45 ×6Sechsfachplatin · (20 Wo.)US | Country13 (53 Wo.)Country | Erstveröffentlichung: 14. April 2017 Autoren: C. Stapleton, M. Henderson Grammy (Country)      |
| 2017 | Last Thing I Needed, First Thing This Morning From A Room: Volume 1 | — | — | — | — | US— GoldUS | Country37 (2 Wo.)Country | Erstveröffentlichung: 21. April 2017 Autoren: G. P. Nunn, D. Sioux Farar                       |
| 2017 | Second One to Know From A Room: Volume 1                            | — | — | — | — | US— GoldUS | Country37 (2 Wo.)Country | Erstveröffentlichung: 28. April 2017 Autoren: C. Stapleton, M. Henderson                       |
| 2017 | Millionaire From A Room: Volume 2                                   | — | — | — | — | US47 ×3Dreifachplatin · (17 Wo.)US | Country4 (61 Wo.)Country | Erstveröffentlichung: 20. Oktober 2017 Autor: K. Welch                                         |
| 2017 | Scarecrow in the Garden From A Room: Volume 2                       | — | — | — | — | US— PlatinUS | Country47 (1 Wo.)Country | Erstveröffentlichung: 3. November 2017 Autoren: C. Stapleton, B. Long, M. Fleener, S. Polimeni |
| 2017 | Tryin’ to Untangle My Mind From A Room: Volume 2                    | — | — | — | — | — | Country45 (2 Wo.)Country | Erstveröffentlichung: 17. November 2017 Autoren: C. Stapleton, J. Boyer, K. Marvel             |

## Sonderveröffentlichungen
Samplerbeiträge
- 2021: Nothing Else Matters auf The Metallica Blacklist

## Statistik

### Chartauswertung
|                     | DE    | AT    | CH    | UK    | US    | Country         |
| ------------------- | ----- | ----- | ----- | ----- | ----- | --------------- |
| Nummer-eins-Alben   | DE—DE | AT—AT | CH—CH | UK—UK | US1US | Country5Country |
| Top-10-Alben        | DE—DE | AT—AT | CH—CH | UK—UK | US5US | Country5Country |
| Alben in den Charts | DE3DE | AT1AT | CH4CH | UK5UK | US5US | Country5Country |

|                       | DE    | AT    | CH    | UK    | US     | Country          |
| --------------------- | ----- | ----- | ----- | ----- | ------ | ---------------- |
| Nummer-eins-Singles   | DE—DE | AT—AT | CH—CH | UK—UK | US—US  | Country3Country  |
| Top-10-Singles        | DE1DE | AT1AT | CH1CH | UK1UK | US1US  | Country6Country  |
| Singles in den Charts | DE2DE | AT1AT | CH1CH | UK1UK | US18US | Country32Country |

### Auszeichnungen für Musikverkäufe
| Goldene Schallplatte - Australien - 2023: für die Single Love Me Anyway - 2023: für das Album Traveller - 2023: für die Single Millionaire - 2023: für die Single Traveller - 2023: für das Lied Fire Away - 2024: für das Lied I Bet You Think About Me - Belgien - 2018: für die Single Say Something - Brasilien - 2024: für die Single Tennessee Whiskey - 2024: für das Lied I Bet You Think About Me - 2025: für die Single White Horse - Dänemark - 2024: für die Single Tennessee Whiskey - 2024: für das Album Traveller - Kanada - 2021: für die Single Love Me Anyway - 2023: für das Lied Devil Always Made Me Think Twice - 2023: für das Lied Maggie’s Song - 2023: für die Single Scarecrow in the Garden - 2023: für das Lied Hard Livin’ - 2023: für das Lied A Simple Song - 2023: für das Lied Midnight Train to Memphis - 2023: für die Single Second One to Know - 2023: für das Lied I Was Wrong - 2023: für das Lied When the Stars Come Out - 2023: für das Lied More of You - 2023: für das Lied Might as Well Get Stoned - 2023: für das Lied Outlaw State of Mind - 2024: für das Album Higher - 2025: für das Lied Without Your Love - Neuseeland - 2023: für das Album From A Room: Volume 1 - 2024: für das Album From A Room: Volume 2 - 2024: für das Album Higher - Vereinigte Staaten - 2021: für das Lied More of You - 2022: für das Lied Daddy Doesn’t Pray Anymore - 2022: für das Lied The Devil Named Music - 2022: für das Lied Was It 26 - 2023: für das Lied A Simple Song - 2023: für das Lied Without Your Love - 2023: für das Lied Sometimes I Cry - 2024: für das Lied Hard Livin’ - 2024: für das Lied Death Row | Platin-Schallplatte - Australien - 2023: für die Single Broken Halos - 2023: für die Single Parachute - 2023: für die Single Starting Over - 2023: für die Single You Should Probably Leave - Dänemark - 2019: für die Single Say Something - Frankreich - 2025: für die Single Say Something - Italien - 2019: für die Single Say Something - Kanada - 2022: für das Album Starting Over - 2023: für die Single Blow - 2023: für die Single Cold - 2023: für die Single Joy of My Life - 2023: für die Single Either Way - 2023: für das Lied Whiskey and You - 2023: für die Single Traveller - 2023: für die Single Nobody to Blame - 2023: für das Album From A Room: Volume 2 - 2023: für das Album From A Room: Volume 1 - 2025: für das Lied Only Thing That’s Gone - Neuseeland - 2023: für die Single Say Something - 2024: für die Single Millionaire - 2024: für das Album Starting Over - 2025: für die Single White Horse - 2025: für die Single Think I’m in Love with You - Vereinigte Staaten - 2024: für das Lied When the Stars Come Out 2× Platin-Schallplatte - Australien - 2018: für die Single Say Something - Kanada - 2018: für die Single Say Something - 2023: für die Single Millionaire - 2023: für das Lied Fire Away - Polen - 2019: für die Single Say Something | 3× Platin-Schallplatte - Kanada - 2025: für die Single Parachute - Neuseeland - 2025: für die Single You Should Probably Leave - 2025: für das Album Traveller 4× Platin-Schallplatte - Kanada - 2023: für die Single You Should Probably Leave - 2023: für die Single Broken Halos - 2023: für das Album Traveller 5× Platin-Schallplatte - Kanada - 2023: für die Single Starting Over 9× Platin-Schallplatte - Australien - 2025: für die Single Tennessee Whiskey - Neuseeland - 2025: für die Single Tennessee Whiskey Diamantene Schallplatte - Brasilien - 2023: für die Single Say Something - Kanada - 2023: für die Single Tennessee Whiskey |

Anmerkung: Auszeichnungen in Ländern aus den Charttabellen bzw. Chartboxen sind in ebendiesen zu finden.
| Land/RegionAuszeichnungen für Musikverkäufe (Land/Region, Auszeichnungen, Verkäufe, Quellen) | Silber     | Gold       | Platin         | Diamant     | Verkäufe   | Quellen              |
| -------------------------------------------------------------------------------------------- | ---------- | ---------- | -------------- | ----------- | ---------- | -------------------- |
| Australien (ARIA)                                                                            | —          | 6× Gold6   | 15× Platin15   | —           | 1.260.000  | aria.com.au          |
| Belgien (BRMA)                                                                               | —          | Gold1      | —              | —           | 15.000     | ultratop.be          |
| Brasilien (PMB)                                                                              | —          | 3× Gold3   | —              | Diamant1    | 230.000    | pro-musicabr.org.br  |
| Dänemark (IFPI)                                                                              | —          | 2× Gold2   | Platin1        | —           | 145.000    | ifpi.dk              |
| Deutschland (BVMI)                                                                           | —          | Gold1      | —              | —           | 200.000    | musikindustrie.de    |
| Frankreich (SNEP)                                                                            | —          | —          | Platin1        | —           | 200.000    | snepmusique.com      |
| Italien (FIMI)                                                                               | —          | —          | Platin1        | —           | 50.000     | fimi.it              |
| Kanada (MC)                                                                                  | —          | 15× Gold15 | 37× Platin37   | Diamant1    | 4.420.000  | musiccanada.com      |
| Neuseeland (RMNZ)                                                                            | —          | 3× Gold3   | 21× Platin21   | —           | 592.500    | radioscope.co.nz NZ2 |
| Polen (ZPAV)                                                                                 | —          | —          | 2× Platin2     | —           | 40.000     | olis.pl              |
| Schweiz (IFPI)                                                                               | —          | Gold1      | Platin1        | —           | 30.000     | hitparade.ch         |
| Vereinigte Staaten (RIAA)                                                                    | —          | 14× Gold14 | 71× Platin71   | Diamant1    | 88.000.000 | riaa.com             |
| Vereinigtes Königreich (BPI)                                                                 | 7× Silber7 | 4× Gold4   | 3× Platin3     | —           | 3.560.000  | bpi.co.uk            |
| Insgesamt                                                                                    | 7× Silber7 | 50× Gold50 | 153× Platin153 | 3× Diamant3 |            |                      |